# 후쿠오카 파이낸셜 그룹

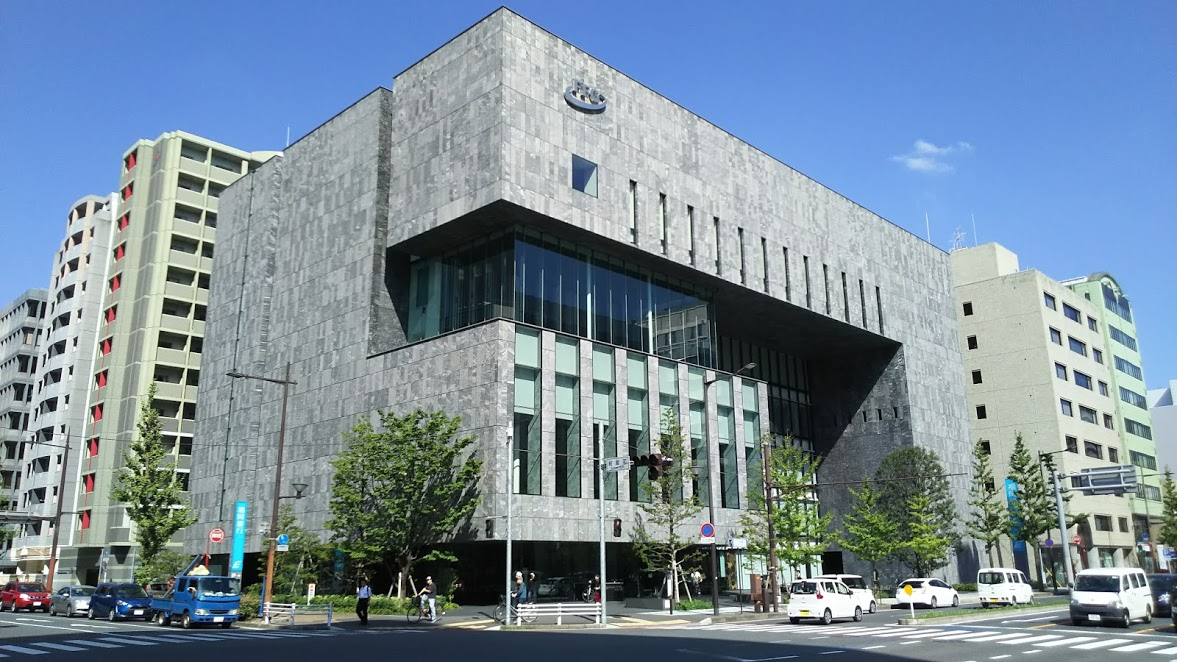
FFG 기타큐슈 본사 빌딩 전경.

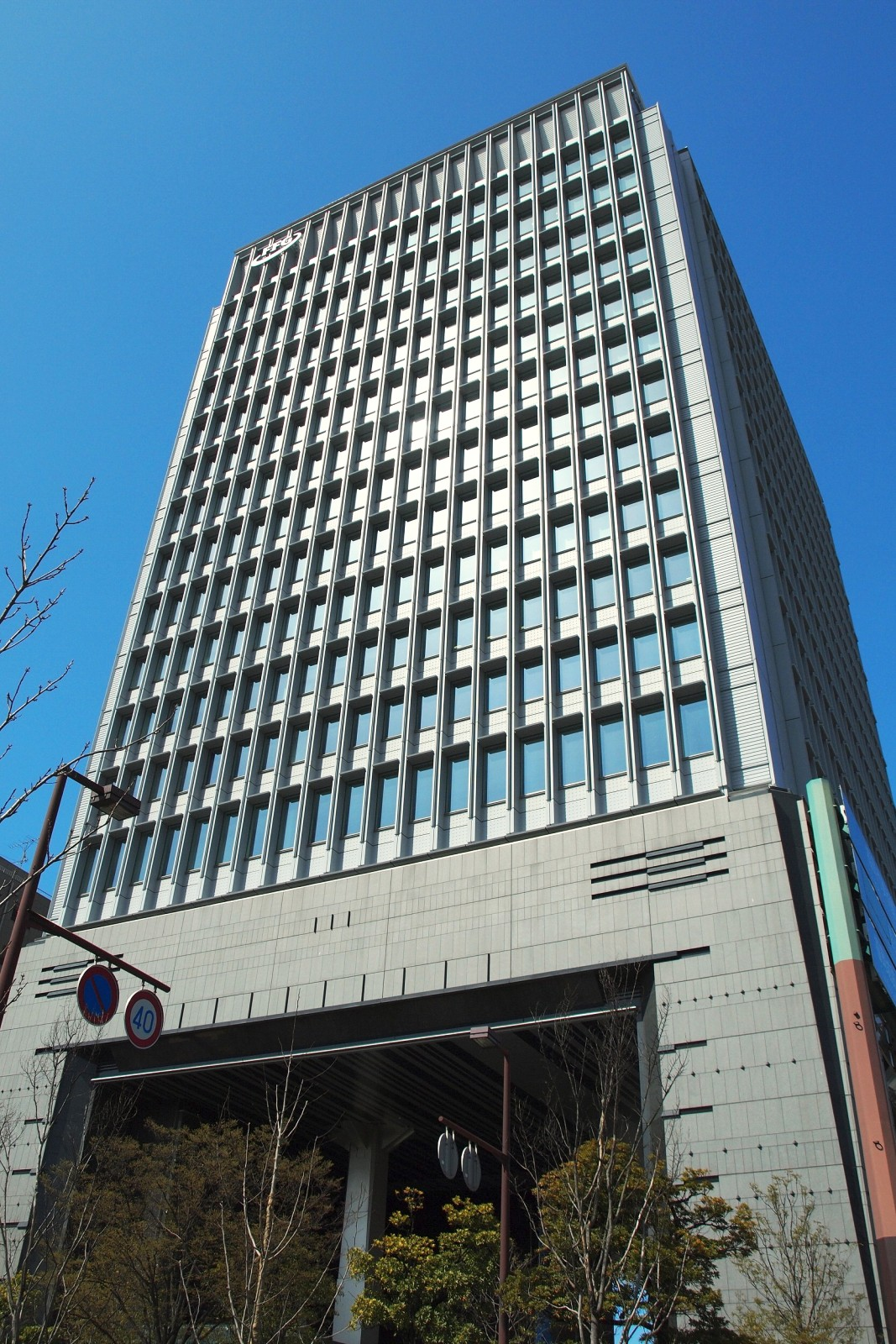
본사 사옥 전경.
(후쿠오카 파이낸셜 그룹 오테몬 빌딩)

후쿠오카 파이낸셜 그룹(일본어: ふくおかフィナンシャルグループ)은 후쿠오카현 후쿠오카시 주오구에서 2007년 4월 2일 부로 설립한 금융지주회사이다. 약칭은 대체적으로 FFG를 주로 쓴다. 상장되어 있는 종목은 보통 후쿠오카 FG를 일반적으로 이용된다. 또한 2016년에는 주하치 은행과의 경영 통합도 완전히 합의하게 된 적이 있었다. 주요 특징으로는 일본 최대의 대형급 지방은행이라는 타이틀을 가지고 있는 것으로 보인다. 한국으로 따지자면 JB금융지주와 동격이 된다. 그룹회사의 자세한 규모는 단순 자산으로 생각했을시 그룹 전체 2019년 기준 한화 약 200조원 정도의 규모를 가지고있는 그룹 회사이다.

## 역대 사장
- 초대 : 다니 마사아키(일본어판), 임기는 2007년 ~ 2014년, 전국지방은행협회회장 역임
- 2대 : 시바토 다카시케(일본어판), 임기는 2014년 ~ 현재, 전국지방은행협회회장 역임

## 계열사
은행 업종
- 후쿠오카 은행 (지방은행)
- 신와 은행 (지방은행)
- 쥬하치 은행 (지방은행)
- 구마모토 은행 (제2지방은행)

증권 업종
- FFG 증권(일본어판)